# Attentat du 23 septembre 2023 de Beledweyne
 (septembre 2023).
L'attentat du 23 septembre 2023 de Beledweyne est survenu le 23 septembre 2023 lorsqu'au moins 30 personnes ont été tuées dans un attentat au camion piégé à Beledweyne, en Somalie.

## Contexte
Beledwene est une ville de Hiiraan, dans l'État de Hirshabelle, en Somalie. Le groupe djihadiste al-Shabaab y a mené des attaques majeures en juin 2009, octobre et novembre 2013 (en), février 2022, mars 2022, septembre 2022 (en) et octobre 2022.

## Attentat
Le 23 septembre 2023, un camion a été arrêté au poste de contrôle du quartier de Nur Hawaad, à Beledweyne, mais a refusé de payer la taxe. Après cela, un camion piégé a explosé au point de contrôle, tuant au moins 30 personnes et faisant plus de 50 blessés. L'explosion a entraîné la destruction de maisons civiles, de véhicules et d'établissements commerciaux. Environ un kilomètre de structures de la zone résultant de l'explosion ont été détruites. Vingt personnes blessées ont été transférées vers les hôpitaux de Beledweyne, tandis que 20 autres étaient dans un état critique. Les services médicaux de Beledweyne faisant cruellement défaut, les personnes gravement blessées ont été transférées à Mogadiscio pour de meilleurs soins.

## Réactions
L'ancien président d'Hirshabelle (en), Mohamed Abdi Ware (en), a fermement condamné cet attentat.